# Antonio Riberi
Antonio Riberi, monaški duhovnik, škof in kardinal, * 15. junij 1897, Montecarlo, † 16. december 1967, Rim.

## Življenjepis
29. junija 1922 je prejel duhovniško posvečenje.
13. avgusta 1934 je bil imenovan za naslovnega nadškofa Dare in istočasno je postal državni uradnik Rimske kurije; 28. oktobra je prejel škofovsko posvečenje in 4. novembra istega leta je postal apostolski delegat. Leta 1939 se je vrnil v kurijo kot državni uradnik.
Med 6. julijem 1946 in 1951 je bil apostolski nuncij na Kitajskem.
19. februarja 1959 je bil imenovan za apostolskega nuncija na Irskem in 28. aprila 1962 za apostolskega nuncija v Španiji.
V letih 1962−1965 je sodeloval na drugem vatikanskem koncilu.
26. junija 1967 je bil povzdignjen v kardinala in imenovan za kardinal-duhovnika S. Girolamo della Carità.